# Nariman
Nariman (en rus: Нариман) és un poble de la república del Daguestan, a Rússia. Segons el cens del 2010 tenia 1.790 habitants.